# Скотсдејл (Мисури)
Скотсдејл (енгл. Scotsdale) град је у америчкој савезној држави Мисури.

## Демографија
По попису из 2010. године број становника је 222, што је 11 (5,2%) становника више него 2000. године.
| Група             | 2000.       | 2010.       |
| Белци             | 208 (98,6%) | 220 (99,1%) |
| Афроамериканци    | 1 (0,5%)    | 0 (0,0%)    |
| Азијати           | 1 (0,5%)    | 0 (0,0%)    |
| Хиспаноамериканци | 0 (0,0%)    | 1 (0,5%)    |
| Укупно            | 211         | 222         |